# Reserva Natural de Leidissoo
A Reserva Natural de Leidissoo é uma reserva natural situada no condado de Lääne, na Estónia. Desde 2010 que esta reserva natural é um sítio Ramsar.
A área da reserva natural é de 8221 hectares.